# Our Endless War
Our Endless War è il quinto album in studio del gruppo musicale statunitense Whitechapel, pubblicato il 29 aprile 2014.

## Tracce
1. Rise (strumentale) – 1:20
2. Our Endless War – 3:56
3. The Saw Is the Law – 4:27
4. Mono – 3:39
5. Let Me Burn – 4:23
6. Worship the Digital Age – 4:12
7. How Times Have Changed – 3:32
8. Psychopathy – 3:51
9. Blacked Out – 3:32
10. Diggs Road – 5:59

Tracce aggiuntive edizione limitata
1. A Process So Familiar – 2:52
2. Fall of the Hypocrites – 3:00

## Formazione
- Phil Bozeman - voce
- Ben Savage - chitarra
- Alex Wade - chitarra
- Zach Householder - chitarra
- Gabe Crisp - basso
- Ben Harclerode - batteria